# Midnattsbarnen
Midnattsbarnen är en roman av Salman Rushdie utgiven 1981.
Midnattsbarnen var Rushdies andra roman och blev hans stora genombrott. Berättarstilen förenar på ett nyskapande sätt klassisk engelsk litteratur, muntliga indiska berättartraditioner och magisk realism. 
Romanen utspelar sig i Bombay. Huvudperson är Saleem Sinai, en indisk pojke som föds vid midnatt den 15 augusti 1947, exakt samma tidpunkt som Indien blev en självständig nation. Saleem är begåvad med ovanliga krafter, särskilt en förmåga till telepatisk kontakt med andra som är födda vid samma tidpunkt.
Romanen fick vid sin utgivning ett entusiastiskt mottagande och belönades med Bookerpriset. Två gånger, 1993 och 2008, har den utnämnts till den bästa Bookerprisvinnaren genom tiderna. Midnattsbarnen betraktas som en modern klassiker. År 2015 utsågs den av The Guardian som en av de hundra bästa romanerna genom tiderna. 